# وارلوو
وارلوو (به آلمانی: Warlow) یک شهر در آلمان است که در لودویگسلوست-پارشیم واقع شده‌است. وارلوو ۵۴۶ نفر جمعیت دارد.